# کریستیان ناوارو
کریستیان ناوارو (انگلیسی: Christian Navarro؛ زادهٔ ۲۱ اوت ۱۹۹۱) یک هنرپیشه اهل ایالات متحده آمریکا است. وی از سال ۲۰۰۷ میلادی تاکنون مشغول فعالیت بوده‌است. ناوارو بیش‌تر برای بازی در نقش تونی پادیلا در سریال ۱۳ دلیل برای اینکه شناخته می‌شود. از دیگر آثار وی می‌توان به فیلم‌های هرگز می‌توانی مرا ببخشی؟ و بوشوک اشاره کرد.